# 陸修棠
陸修棠（1911年—1966年），字憩南，江蘇昆山人。二胡演奏家、音樂教育家。音樂界稱之爲「二胡聖手」，歷來有「北蔣南陸」之說。

## 生平
自學二胡，畢業於國立音樂專科學校。1932年8月，應聘任省立蘇州中學音樂教員，並擔任吳平音樂團藝術指導及指揮。抗日時期任中央廣播電臺音樂組幹事，並隨之遷往重慶，曾以二胡獨奏勞軍，並曾為美國駐華使節演奏。1942年，他被調任中央軍校中訓團音樂教官。抗戰結束後，從事音樂教學工作。經常演出劉天華創作的二胡曲。其演奏風格細膩精巧，深刻內在。
1949年後，先後擔任上海華東師範大學音樂系副教授、北京藝術師範學院音樂系副教授、上海音樂學院民樂系副主任，上海市文聯委員、中國音樂家協會上海分會理事。陸修棠在文化大革命初期遭到迫害，1966年夏季投河自殺。

## 著名學生
- 王乙
- 項祖英

## 二胡作品
- 《懷鄉行》
- 《風雪滿天》
- 《孤雁》
- 《農村之歌》
- 《旅途》
- 《木蘭從軍變奏曲》
- 《小白馬》
- 《歸來》
- 《燦爛的五月》

## 參與編著
- 《二胡曲選》
- 《中國樂器演奏法》
- 《陸修棠二胡奏曲八首》
- 《怎樣拉好二胡》